# 周光院
周光院（しゅうこういん、生年不詳 - 承応2年（1653年））は、戦国時代の女性。榊原康政の側室。名は不詳。

## 略歴
美作国の花房氏の出身で天正18年（1590年）、後に館林藩第2代藩主となる榊原康勝を産んだ 。
承応2年（1653年）死去。墓所は善導寺（群馬県館林市）。法名は周光院殿葉誉青荷大姉。